# Лелекови
Леле́кови (рос. Лелековы) — присілок у складі Котельницького району Кіровської області, Росія. Входить до складу Котельницького сільського поселення.
Населення становить 42 особи (2010, 44 у 2002).
Національний склад станом на 2002 рік — росіяни 98 %.